# شنقب كبير
شنقب كبير تسمى أيضا جهلول كبير، بكاشين كبير (الاسم العلمي: Gallinago  media) (بالإنجليزية: Great  Snipe)‏ هو طائر ينتمي إلى طيطوي وشنقب (فصيلة: Scolopacidae).